# Ostheim am Rennfurt
Ostheim am Rennfurt (seltener auch Ostheim am Main) ist eine Wüstung, die sich heute auf dem Gebiet der Stadt Dettelbach befindet. Das Dorf war spätestens seit dem 16. Jahrhundert verlassen, weil häufige Überschwemmungen des Maines eine dauerhafte Besiedlung unmöglich machten. Heute befindet sich auf dem Gebiet des alten Dorfes die Staustufe Dettelbach.

## Geografische Lage
Die Stelle, an der sich das Dorf befand, wird heute von der Gemarkung Sand eingenommen. Die Straße An der Staustufe durchbricht die Gemarkung. Ein Baggersee hat die Reste des Dorfes überflutet. Die Wüstung liegt im Südosten des Dettelbacher Gemeindegebietes. Im Norden befindet sich ein Industriegebiet, weiter nördlich führt die B 22 am ehemaligen Dorf vorbei. Im Süden, durch den Mainkanal getrennt, beginnt die Gemarkung von Mainsondheim mit der A 3.

## Geschichte
Der Ortsname mit der Endung -heim gibt Hinweise auf eine frühmittelalterliche Gründung. Es handelte sich bei Ostheim wohl um einen Ausbauort des karolingischen Königshofs Dettelbach aus dem 6. oder 7. Jahrhundert. Er sollte die dortige Rennfurt schützen und wurde nach der Lage zum nahen Dettelbach benannt. Neben Mainsondheim (Mainsüdheim) wurde auch Ostheim so angelegt. Diese Lagenamen waren typisch für die zweite Ausbauperiode der Franken.
Erstmals erwähnt wurde Ostheim in einer Urkunde der Ritter von Dettelbach. Sie besaßen 1303/04 und 1319 mehrere Huben in der „villa“ Ostheim. Im 14. Jahrhundert tauchte das Dorf häufiger in den Quellen auf. Es lag am Main und war deshalb für die Vergabe von Fischweiden von essentieller Bedeutung. Im Jahr 1365 erhielt Ritter Johann von Dettelbach mehrere Huben und zehn Fischlehen „in Ostheim prope Dettelbach“ (lat. in Ostheim bei Dettelbach). Noch in der zweiten Hälfte des 15. Jahrhunderts war Ostheim ein blühendes Dorf.
Eine Quelle aus der Zeit um das Jahr 1570 nennt Ostheim als ein „vor Zeiten ein zimlich dorff“ (früher ein recht großes Dorf), wobei schon nur noch drei Familien vor Ort lebten. Etwa 92 Hektar umfasste die Flur des Dorfes, die zum Teil wohl auch auf Inseln im Main lag. Etwa 31 Häuser waren in den Blütezeiten des Ortes bewohnt. Die vielen Überschwemmungen des Maines trugen dazu bei, dass die Bevölkerung mehr und mehr in das nahe Dettelbach zog. Um 1584 wurde das Dorf Ostheim am Rennfurt endgültig aufgegeben.